# Haiku-Pauwela
Haiku-Pauwela è un census-designated place (CDP) degli Stati Uniti d'America, situato nello stato delle Hawaii, nella contea di Maui.